# Беливо (деревня)
Бели́во — деревня в Орехово-Зуевском муниципальном районе Московской области. Входит в состав сельского поселения Новинское. Население — 51 чел. (2010). Входит в культурно-историческую местность Гуслицы.

## География
Деревня Беливо расположена в западной части Орехово-Зуевского района, примерно в 18 км к югу от города Орехово-Зуево. По северной окраине деревни протекает река Нерская. Высота над уровнем моря 118 м. Ближайший населённый пункт — деревня Загряжская.

## Название
В письменных источниках деревня упоминается как Беливо, Белеева (XVIII в.), Беливо (Беливы) (1862 год); встречалось и название Белива тож, на речке на Мерске, позднее — только Беливо. Название связано с географическим положением деревни — на краю обширного заболоченного массива, в котором находится озеро Белое. Тем самым, название образовано или от определения белое, или от термина бель — «болото, заболоченный луг».
По версии одного старожила, С. П. Богомолова, Беливо расположено на относительно возвышенном, чистом, «белом», месте над рекой Нерская, которая сильно заболочена и в которой всегда грязь. Ближайшая деревня к Беливо, расположенная на противоположном берегу, называется «Загряжская», то есть «находящаяся за грязью», в отличие от белой и чистой деревни Беливо.
Третья версия связана с книгописным промыслом деревни. Согласно ей, название произошло от того, что здесь «набело» писали старообрядческие певческие книги.

## История
До революции Беливо входила в состав Запонорской волости Богородского уезда, и было населено преимущественно староверами. После волостной реформы 1918 г. деревня являлась центром Беливского сельсовета Запонорской волости Орехово-Зуевского уезда Московской губернии.
С 1929 года — населённый пункт в составе Куровского района Орехово-Зуевского округа Московской области; с 1930-го, в связи с упразднением округа, — в составе Куровского района Московской области. В 1959 году, после того как был упразднён Куровской район, деревня была передана в Орехово-Зуевский район.
До муниципальной реформы 2006 года Беливо входило в состав Новинского сельского округа Орехово-Зуевского района.

### Топорный промысел
Топорный промысел возник в Беливе в самом начале XVII века. В окрестностях деревни было много болотной руды, что послужило появлению промысла. Ещё в начале XIX века кузнечным топорным промыслом занималось две трети всех взрослых жителей мужского пола. Топоры шли на продажу в Москву, Рязань, Санкт-Петербург, Владимир, Ярославль, Тулу, Калугу, Смоленск, Тверь, Кострому. «Беливские» топоры выковывались из «демидовской» стали. Для изготовления одного топора двум рабочим уходило до 3 часов. Возможно, трудоемкий процесс стал следствием угасания промысла, а также увеличения с середины XIX века текстильных производств в Беливе и других деревнях. Не обошлось, естественно, и без конкуренции со стороны дешевых топоров заводского производства. Во многих гуслицких деревнях промысел практически угас. Тем не менее, в Беливе топорный промысел во второй половине XIX века существовал. Но уже к началу XX века в Беливе оставалось только три кузницы. Спустя несколько лет топорный промысел в Беливе прекратился. На данный момент у жителей Белива не сохранились экземпляры тех топоров.

## Население
В 1926 году в деревне проживало 475 человек (208 мужчин, 267 женщин), насчитывалось 110 хозяйств, из которых 98 было крестьянских. По переписи 2002 года — 42 человека (21 мужчина, 21 женщина).
| 1926 | 2002 | 2006 | 2010 |
| ---- | ---- | ---- | ---- |
| 475  | ↘42  | ↗45  | ↗51  |

## Старообрядчество в Беливо
Жители Беливо, как и жители многих гуслицких деревень, исповедовали и исповедуют старообрядческую веру. В XVIII—XIX вв. Беливо было одним из центров подмосковного старообрядчества: неподалеку от деревни располагался Леонтьевский скит — «родина» знаменитых гуслицких рукописей. Леонтьевский скит — место, где по преданию в XVIII—XIX веках находился староверческий монастырь, на его территории похоронены основатели — святые старцы Леонтий и Иосиф. В глубине леса находятся восстановленные стараниями верующих могилы старцев и иноков. На празднование Преполовения Пятидесятницы, отмечаемой на 50-й день после Пасхи, здесь собирается несколько сотен староверов из Беливо, окрестных сёл и деревень, а также из Орехово-Зуево, Куровского, Павловского Посада, Егорьевска, Владимира, Москвы. В начале же прошлого века, спасая от пожара один из храмов монастыря, местные жители разобрали деревянный сруб и собрали его в селе. В советское время здание было переоборудовано под клуб. Уже в нашем веке здание вновь было передано Церкви. Для его восстановления потребовалось около двух лет. И уже в конце августа 2012 года в деревне Беливо Московской епархии Русской Православной Старообрядческой церкви был освящен храм во имя Успения Пресвятыя Богородицы.